# معركة غروتسكا
معركة غروتسكا (بالإنجليزية: Battle of Grocka)‏ هي معركة وقعت في 21-22 يوليو 1739 في غروتسكا، بلغراد بين الدولة العثمانية من جانب والنمسا من جانب اخر وانتصر فيها العثمانيون وفتحوا مدينة بلغراد وتعد المعركة جزء من الحروب العثمانية الهابسبورغية.

## اقرأ أيضًا
- معارك الدولة العثمانية
- معركة أندروس (1696)

## وصلات خارجية
- وثائقى عن المعركة على اليوتيوب

https://youtu.be/SnUAiDMyIiQ